# Férfi kenu kettes 1000 méter a 2016. évi nyári olimpiai játékokon
A 2016. évi nyári olimpiai játékokon a kajak-kenu férfi kenu kettes 1000 méteres versenyszámát augusztus 19. és 20. között rendezték a copacabanai Lagoa Rodrigo de Freitasban. A magyar induló Vasbányai Henrik és Mike Róbert párosa volt.

## Versenynaptár
Az időpontok helyi idő szerint, zárójelben magyar idő szerint olvashatóak.
| Dátum                        | Időpont       | Forduló  |
| ---------------------------- | ------------- | -------- |
| 2016. augusztus 19., péntek  | 9:21 (14:21)  | Előfutam |
| 2016. augusztus 19., péntek  | 10:21 (15:21) | Elődöntő |
| 2016. augusztus 20., szombat | 9:22 (14:22)  | Döntő    |

## Eredmények

### Előfutamok
Az első helyezettek a döntőbe jutnak, a többiek az elődöntőben folytatják.
| Helyezés | Nemzet                                                | Idő      | Mj       |
| 1. futam | 1. futam                                              | 1. futam | 1. futam |
| -------- | ----------------------------------------------------- | -------- | -------- |
| 1.       | Brazília (BRA) · Erlon Silva · Isaquias Queiroz       | 3:33,269 | Q        |
| 2.       | Ukrajna (UKR) · Dmitro Jancsuk · Tarasz Miscsuk       | 3:35,284 |          |
| 3.       | Oroszország (RUS) · Ilja Stokalov · Ilja Pervuhin     | 3:43,105 |          |
| 4.       | Ausztrália (AUS) · Szekszárdi Ferenc · Martin Marinov | 4:07,372 |          |
| 5.       | Mozambik (MOZ) · Mussa Chamaune · Joaquim Lobo        | 4:14,002 |          |
|          | Moldova (MDA) · Oleg Tarnovschi · Serghei Tarnovschi  |          | DNS      |
| 2. futam |                                                       |          |          |
| 1.       | Németország (GER) · Sebastian Brendel · Jan Vandrey   | 3:33,482 | Q        |
| 2.       | Kuba (CUB) · Serguey Torres · Jorge Dayán             | 3:34,939 |          |
| 3.       | Magyarország (HUN) · Vasbányai Henrik · Mike Róbert   | 3:35,501 |          |
| 4.       | Csehország (CZE) · Jaroslav Radoň · Filip Dvořák      | 3:36,818 |          |
| 5.       | Lengyelország (POL) · Mateusz Kamiński · Michał Kudła | 3:44,717 |          |
| 6.       | Üzbegisztán (UZB) · Gerasim Kochnev · Serik Mirbekov  | 4:00,330 |          |

### Elődöntők
| Helyezés | Nemzet                                                | Idő      | Mj       |
| 1. futam | 1. futam                                              | 1. futam | 1. futam |
| -------- | ----------------------------------------------------- | -------- | -------- |
| 1.       | Ukrajna (UKR) · Dmitro Jancsuk · Tarasz Miscsuk       | 3:38,384 | Q        |
| 2.       | Csehország (CZE) · Jaroslav Radoň · Filip Dvořák      | 3:42,166 | Q        |
| 3.       | Magyarország (HUN) · Vasbányai Henrik · Mike Róbert   | 3:56,126 | Q        |
| 4.       | Mozambik (MOZ) · Mussa Chamaune · Joaquim Lobo        | 4:23,965 |          |
| 2. futam |                                                       |          |          |
| 1.       | Kuba (CUB) · Serguey Torres · Jorge Dayán             | 3:40,192 | Q        |
| 2.       | Üzbegisztán (UZB) · Gerasim Kochnev · Serik Mirbekov  | 3:40,772 | Q        |
| 3.       | Oroszország (RUS) · Ilja Stokalov · Ilja Pervuhin     | 3:42,127 | Q        |
| 4.       | Lengyelország (POL) · Mateusz Kamiński · Michał Kudła | 3:43,467 |          |
| 5.       | Ausztrália (AUS) · Szekszárdi Ferenc · Martin Marinov | 4:13,754 |          |

### Döntők

#### B-döntő
| Helyezés | Nemzet                                                | Idő      |
| -------- | ----------------------------------------------------- | -------- |
| 1.       | Lengyelország (POL) · Mateusz Kamiński · Michał Kudła | 3:52,964 |
| 2.       | Ausztrália (AUS) · Szekszárdi Ferenc · Martin Marinov | 4:10,238 |
| 3.       | Mozambik (MOZ) · Mussa Chamaune · Joaquim Lobo        | 4:38,732 |

#### A-döntő
| Helyezés | Nemzet                                               | Idő      |
| -------- | ---------------------------------------------------- | -------- |
| Arany    | Németország (GER) · Sebastian Brendel · Jan Vandrey  | 3:43,912 |
| Ezüst    | Brazília (BRA) · Erlon Silva · Isaquias Queiroz      | 3:44,819 |
| Bronz    | Ukrajna (UKR) · Dmitro Jancsuk · Tarasz Miscsuk      | 3:45,949 |
| 4.       | Magyarország (HUN) · Vasbányai Henrik · Mike Róbert  | 3:46,198 |
| 5.       | Oroszország (RUS) · Ilja Stokalov · Ilja Pervuhin    | 3:46,776 |
| 6.       | Kuba (CUB) · Serguey Torres · Jorge Dayán            | 3:48,133 |
| 7.       | Csehország (CZE) · Jaroslav Radoň · Filip Dvořák     | 3:49,352 |
| 8.       | Üzbegisztán (UZB) · Gerasim Kochnev · Serik Mirbekov | 3:52,920 |